# Реакція гарячих молекул
Реакція гарячих молекул (англ. reaction of hot molecules) — хімічна реакція, що відбувається за участю молекул (молекулярних частинок), які перебувають у поступальному, обертальному чи коливальному збудженому стані. Для них спостерігаються аномально високі константи швидкості.